# Свято-Покровська церква (Хотин)
Свято-Покровська церква — чинна церква у с. Хотин, Радивилівського району Рівненської області.

## Історія та архітектура
За поданням М. Теодоровича церква в с. Хотин побудована в 1880 р. на кошти прихожан та при допомозі казни (у сумі 1500 рублів), дерев’яна, на кам’яному фундаменті, з такою ж дзвіницею.
У 1911 р. храм був відремонтований. 
Церква невеликих розмірів, тризрубна, типу «корабель», до західного фасаду прибудована дзвіниця. Нава пропорційно наближена до куба, накрита чотирисхилим дахом із заломом, прорізаним з усіх сторін люкарнами, завершена декоративною цибулястою маківкою на сліпому ліхтарику. Триярусна дзвіниця «восьмерик на четверику» завершена восьмигранним наметом, декорованим з усіх боків спрощеними закомарами. Головний вхід у будівлю влаштований у вигляді відкритого ґанку – двоколонного портика. В архітектурі храму досить вдало застосовано зовнішній декор у вигляді кутових пілястр, віконних обрамлень і фігурних карнизів. Зрубна конструкція церкви захищена шалюванням з дерев’яної дошки. В архітектурі храму збережені автентичні хрести; стіни пофарбовані у голубий колір, дрібний декор виділено білим (2010 р.); покрівля влаштована з оцинкованої жерсті сірого кольору.
У 2016 р. ГО "Інститут українського модернізму" [Архівовано 26 березня 2017 у Wayback Machine.] відзначила настоятеля церкви протоієрея Олександра Прокопчука за збереження архітектурної автентичності храму.

## Див.також
- Церква на Електронній карті спадщини дерев'яного церковного зодчества Рівненської області.